# トヨタ・ランドクルーザープラド
ランドクルーザー プラド（LAND CRUISER PRADO）は、トヨタ自動車が1990年から2023年まで生産していた中～大型スポーツ・ユーティリティ・ビークル（SUV）である。
ランドクルーザーシリーズのうち、ライトデューティ用途として位置付けられたオフロード向け車両である。

## 概要
ランドクルーザー 70系の派生車種として登場。日本国内では「プラド」と略称で呼ばれることが多い。
ランドクルーザー70系の足まわりを軽量化し、ハイラックスサーフやブリザードと共通のパワートレインを載せ、乗用車化したモデルであった。当初は仕向け地によって「ランドクルーザーワゴン」、「ランドクルーザーII」、「バンデラ」の呼び名を使い分けていた。本流であるヘビーデューティーな70バン系との区別のため、トヨタでは、バンを「70ヘビー系」、ワゴン/プラドを「70ライト系」と呼ぶ（70プラド登場以降の新型車解説書にも明記）。
日本車のクロスカントリーモデルとして初めて4輪コイルリジッドサスペンションを採用するなどの先進的な一面も持つが、同社のダイナやコースターと共通のエンジンを持つ貨物登録である70ヘビー系と比べると、高価な割りに非力さばかりが目立つ結果となり、ヘビー系とほとんど変わらない無骨な内外装であることや、2ドア・ショートモデルのみであったことなどが災いし、日本国内での販売台数は伸びなかった。
一方、日本国外向けにはガソリンエンジンやターボなしのディーゼルエンジンに装備を簡略化した簡素な内外装を組み合わせたグレードも多く存在し、三菱・パジェロやいすゞ・ビッグホーンに伍して、廉価で軽量なランクルとして支持を得た。
日本国内での局面が変わったのは1990年（平成2年）4月のマイナーチェンジ以降で、セミロングホイールベースの4ドアモデルの投入に加え、大幅なフェイスリフトや電子制御式燃料噴射ポンプによるエンジンでパワーアップを図り、さらに「プラド」のサブネームを掲げたことで、一気に人気モデルの仲間入りを果たした。
2代目（90系）では、さらにエンジン、フレーム、サスペンションにいたるまでハイラックスサーフ / タコマグループとの共有化が進んだ。上級グレードへのV型6気筒ガソリンエンジンの搭載をはじめ、脱業務用途的なスタイリングの採用など、ランドクルーザーシリーズのなかでは欧州向けSUVとしての性格が強まり、当時、大人気を誇っていた2代目パジェロのシェアを奪うほどの大成功を収めた。
ショートホイールベースの3ドアと、ロングホイールベースの5ドアがあるが、ショートホイールベースはハイラックスサーフには存在しない。ソフトトップ（幌モデル）やFRPトップは70ヘビー系とボディーを共有していた初代のみで、2代目から廃止された。
3代目（120系）では、オフロードの走破性だけではなく、オンロードでの操縦安定性や静粛性も重視され、欧州ではサブネームである「プラド」を称せず「ランドクルーザー」として販売されていた。
4代目（150系）では、KDSSやマルチテレインセレクトなどの電子デバイスを最上位グレードだけに搭載し、ライトデューティなランクルの悪路走破性を本格的なものへと高めた。しかしシートは総革製でハンドルも革と木目調で、泥など過酷な条件により適合する布地シート付きのグレードではこれら悪路走破性を高める機能は選べず、電動サンルーフのオプションがあるなど、ちぐはぐな面も見せる。
2015年（平成27年）のマイナーチェンジから新型ディーゼルターボエンジンを搭載。V6ガソリンエンジンは廃止となった。
悪路走破性と信頼性の高さから、120系に引き続き、欧州ではサブネームである「プラド」を称せず「ランドクルーザー」として販売されている。2012年のダカール・ラリーでは、市販車無改造部門の常勝チームであるトヨタ車体・チームランドクルーザーの7連覇を阻止し、2013年も連覇したのはスペイントヨタの運用するプラドであったことからも、その走破性の高さは窺える。
駆動系は、全車2速の副変速機付きトランスファーと、3代目以降はボッシュ（旧ゼクセル。現・ジェイテクト）のトルセンギアを用いた、センターデフ式フルタイム4WDを採用しており、ドライブトレインを共有するハイラックスサーフやFJクルーザーに見られる2WDモデルはない。
2023年（令和5年）8月2日、後継車となるランドクルーザー250が発表され、日本国内向けについてはプラドのサブネームが廃止された。
海外向けでも廃止となったケースはあるが、オーストラリア・南アフリカ・中東などの地域ではプラドのサブネームが残った。

## ランドクルーザーワゴン（1984年 - 1990年）
- 1984年（昭和59年）11月 - ランドクルーザー70系のライトデューティー版として発表。この時点の日本国内では40系のフルモデルチェンジとなる70（ナナマル）ヘビー系のみが発売され、70ライト系は未発売であった。
長大な直列6気筒エンジンを搭載する70ヘビー系とは異なり、乗用車・ライトトラック系の直列4気筒専用のボディーとなることから、ボンネットは短くされ、同時に幅を広げられ、作業車臭を薄めるフェンダーとの段差が目立たないデザインとされた。ヘビー系と並ぶとその違いは一目瞭然であるが、単体ではランドクルーザー70系のイメージそのものである。エンジンが小さいことから、結果的にフロントミッドシップとなっている。

ホイールベースはショートとミドル、ボディーはソフトトップ（幌）とハードトップ（メタルトップ）の2種類。
仕向け地別に「ランドクルーザー」、「ランドクルーザー II 」、「バンデラ」の車名を使い分けている。
70ヘビー系のフレームを軽量化したものに、ハイラックスサーフと共通のパワートレインと、日本のピックアップベース車では初となる、前、後ともコイルスプリングと3リンクリジッドアクスルの組み合わせによるサスペンションを装備する。
エンジンは、ガソリンエンジンは2.4リッターの22R型、ディーゼルエンジンは2.4リッターの2L型と2L-T型で、乗用車系の直列4気筒のみ（日本国内は2L-T型のみ）。
トランスミッションも、ガソリンエンジン車はG52型、ディーゼルエンジン車はR150F、151F型と、ハイラックスグループと共通である（日本国内はR150F型のみ）。
オーバーフェンダー、ワイドタイヤ、ハーダースプリングを装備し、派手なグラフィックのデカールで飾り立てた、シティーオフローダーの「バンデラ」を設定（ソフト&ハードトップ・日本国内は設定なし）。
- 1985年10月 - ランドクルーザー60系（1ナンバー）と70ヘビー系ディーゼル車（4ナンバー）のターボ化に合わせ、初の5ナンバー（乗用登録）となる「ランドクルーザーワゴン」として日本国内導入開始[2]。日本国内はショートホイールベースのメタルトップに2.4 Lディーゼルターボの組み合わせのみで、ミドルホイールベース、ソフトトップ、ガソリンエンジン、NAディーゼルエンジンの設定はない。
- 1986年9月 - ワゴンSX5をベースにブラックメタリックとシルバーメタリックのツートーン塗装、カラードドアミラーなど、10の「ありがとうの特別装備」を装備するトヨタ店全国設立40周年記念特別仕様車を200台限定で発売[3]。
- 1987年4月 - ワゴンSX5ヘッドランプウォッシャー非装着車をベースに、エアコン、茶系の内外専用カラーコーディネートなど、12の特別装備を装備する特別仕様車を200台限定で発売[4]。

## 初代 J7*G/W型（1990年 - 1996年）
フロントグリル、フロントフェンダー、エンジンフードを新デザインのものに変更、ヘッドランプも丸型2灯から規格型の角型2灯に変わり、より乗用車テイストへと大きく印象を変える。
- 1989年（平成元年）10月、東京モーターショーで80系ランドクルーザーと共に、4ドアセミロングの70ライト系ワゴンが初披露される。

この時点までに、熱的に商品としての成立が難しい2.8リッター 3L型エンジンのターボ化はキャンセルされ、新エンジンの設計が開始されている。
- 1990年（平成2年）4月、発表・発売。同時に「プラド」のサブネームがつけられるが、仕向け地によっては、ランドクルーザー、ランドクルーザー II も引き続き使用される。

ガソリンエンジンは22R型から22R-E型へ、ディーゼルエンジンに2.8リッターの3L型と、電子制御化された2.4リッターターボの2L-TE型が追加される。日本国内は2L-TEのみの設定。
エンジン出力の向上に伴い、2ドアミドルのソフトトップとFRPトップ、4ドアモデルが新設される。それぞれ、バルクヘッド以後のボディーはヘビー系との共用。
日本国内には、2ドアショートのメタルトップ5人乗りと4ドアセミロングの8人乗りが設定される。
駆動系では、リアデフに電動デフロックが設定された。
ボディカラーは、「ホワイト」、「ブルーイッシュシルバーメタリック」、「ダークブルーイッシュグレーメタリック」、「レッドマイカ」、「ライトベージュメタリック」に加え、「フィールドランナートーニング」と呼ばれるシルバーとダークブルーイッシュグレーメタリック、「グランドカントリートーニング」と呼ばれるブラウンメタリックとライトベージュメタリック、「アクティブウェイトーニング」と呼ばれるレッドマイカとシルバーメタリックの各ツートーンカラーを設定。
- 1991年8月、オーバーフェンダーと265/70R15のワイドタイヤを装着した全幅1,790 mmの3ナンバー車「ワイド」が追加される（海外向けにはモデル当初の1984年から設定あり）。
- 1992年5月、「EXワイド」をベースとした特別仕様車「EXワイドリミテッド」を設定。
- 1992年8月、最上級「EXワイド」同様、「SX」にも「SXワイド」を設定。
- 1993年5月、マイナーチェンジ。ガソリンエンジンは22R-E型から3RZ-FE型に変更、ディーゼルエンジンはアルミ製シリンダーヘッドを持つ、3.0リッターターボの1KZ-TE型が追加される。日本国内はこの1KZ-TE型（71 kW〈97 PS〉/240 N・m〈24.5 kg・m〉）のみとなり、同時にダッシュボードの意匠変更を行い、丸みを帯びたフェイシアで鉄板の露出部を極力隠すことでトラック臭を払拭した。外観では、フロントバンパーとサイドターンシグナルランプの形状が変更されている。ボディカラーは、「レッド」、「ダークグリーンマイカ」に加え、「グリーンフィールドトーニング」と呼ばれるダークグリーンマイカとシルバー、「アクティブフィールドトーニング」と呼ばれるレッドマイカとブラックの各ツートーンカラーが新設定された。なお、これらのツートーンカラーは既存の「フィールドランナートーニング」とは塗り分けが異なる。ライトベージュメタリック、グランドカントリートーニング、アクティブウェイトーニングは廃止された。
- 1994年5月、ランクルシリーズ生産累計250万台達成を記念して、4ドア8人乗りのSXワイドをベースとした特別仕様車、「SXワイドリミテッド」を設定。
- 1995年1月、一部改良。
- 1995年5月、特別仕様車「SXワイドリミテッド」を設定。8人乗り4ドアSXワイドでがベースで、レギュラーモデルには無いブラックストリームトーニングと呼ばれる黒系メタリックのツートーンを用意し、5速MTと4速ATを設定。
- 1996年4月[6]、生産終了。在庫対応分のみの販売となる。
- 1996年5月、2代目と入れ替わる形で販売終了。

生産終了から20年以上が経過し、旧車に分類されるようになった時点でも人気は高く、中古車市場において高値で取引されていた。

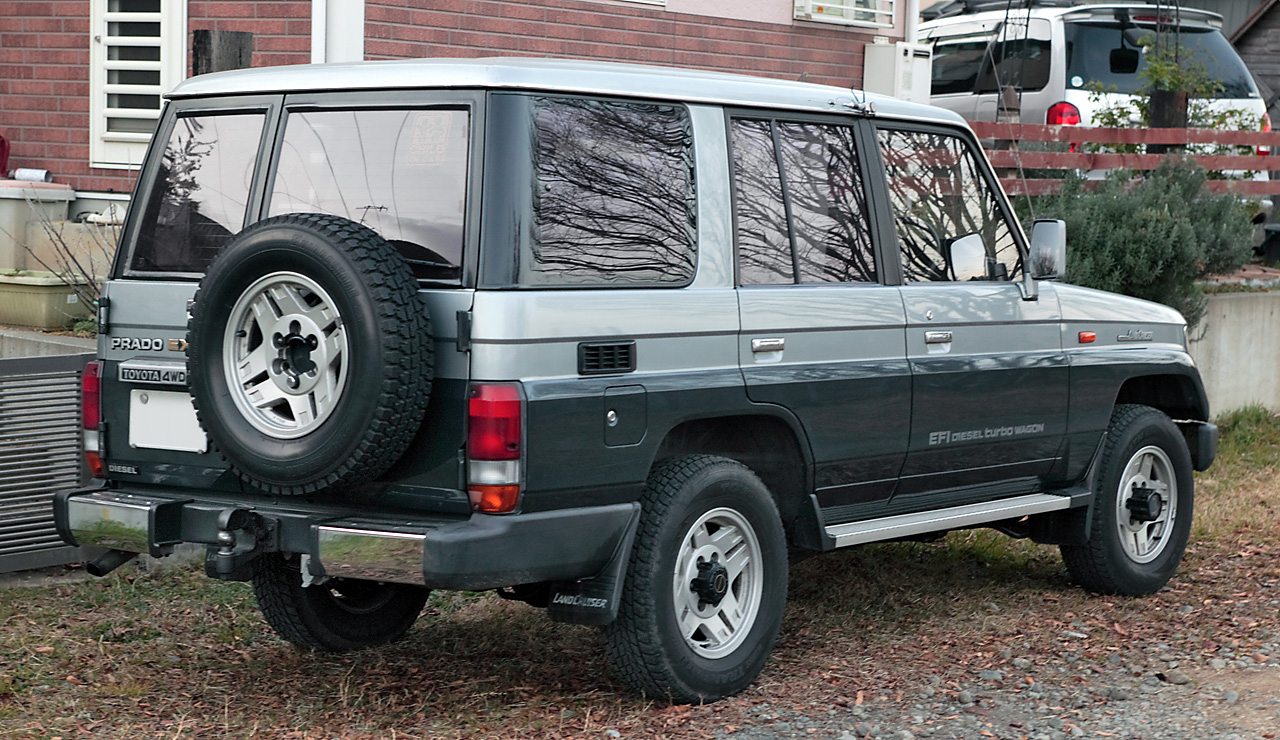
前期型 4ドア 2.4DT EX5 （LJ78G） リア
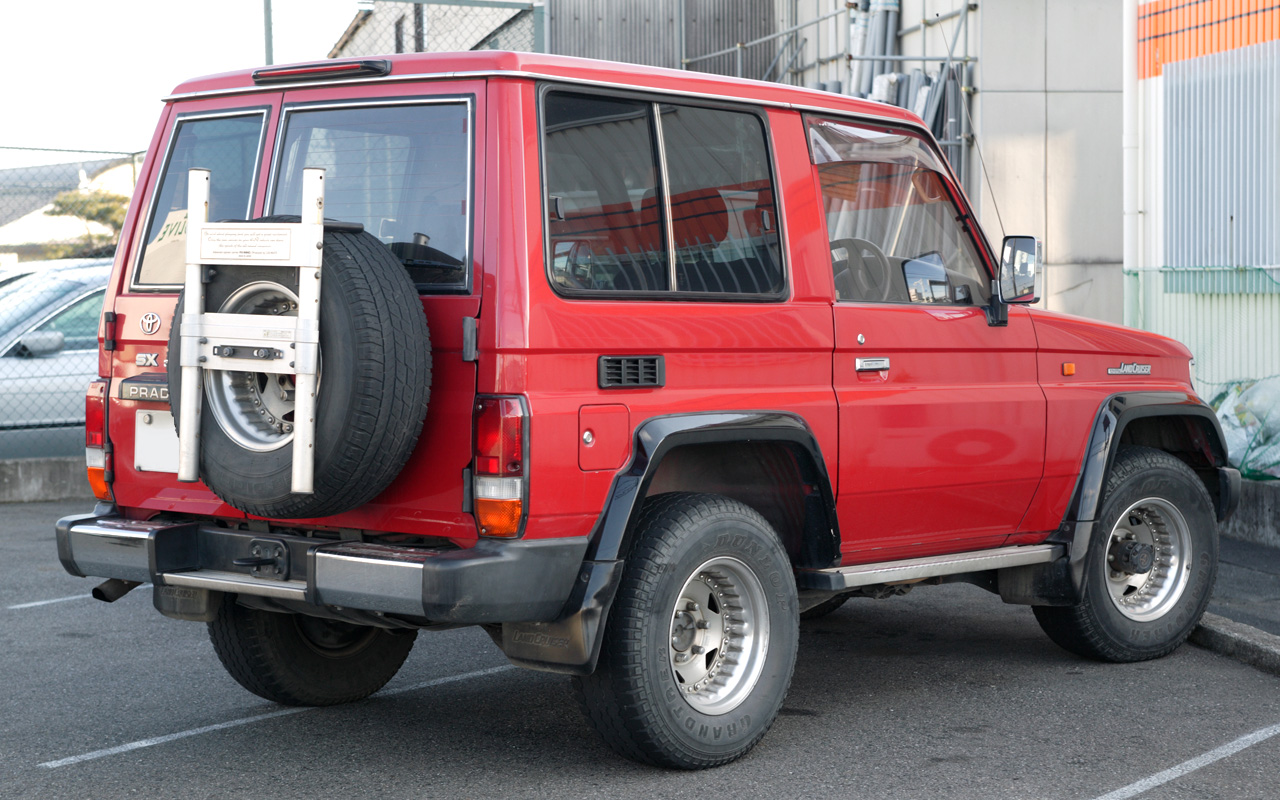
70系ランドクルーザープラド 後期型 2ドア 3.0DT SXワイド （KZJ71G） リア

## 2代目 J90/95W型（1996年 - 2002年）
- 1996年5月登場。この世代からエンジン、ドライブトレインのみならず、フレームとサスペンションもタコマ / ハイラックスサーフと共用になる。

当初のエンジンラインナップについてガソリンエンジンは5VZ-FE型 V型6気筒 3.4リッター、ディーゼルは1KZ-TE型直列4気筒3.0リッターディーゼルターボが用意された。5VZ-FE型は3ドアと5ドアのトップグレードに、1KZ-TE型は全グレードに搭載された。トランスミッションは基本的に電子制御4速AT（ECT）、電子制御フレックスロックアップ付4速AT（ECT-E）が組み合わせられ、一部のグレードには5速MTが設定された。
ボディは衝突安全性を高めるべくGOA構造を取り入れている。型式は3ドア車がJ90W型、5ドア車がJ95W型となっている。
サスペンションとスプリングの形式は前がダブルウイッシュボーン+コイルスプリングの独立懸架、後ろは4リンクのリジッドアクスル+コイルスプリングである。
3ドア車のみ、日本国外向け同様の縦基調ラジエターグリルと丸型ヘッドランプを採用した。
グレード体制は、3ドアは頭にRがつく「RZ」、「RX」、「RS」、「RJ」。同じく5ドアはTがつく「TZ」、「TX」、「TS」、「TJ」となっている。RS、RJ、TS、TJは全幅1,730mmの標準ボディであり、それ以外は1,820mmのワイドボディとして設定される。また、5ドアは通常5名定員に加えて8名定員のロングモデルも用意された。
- 1997年4月、一部改良。日本国内向けに3RZ-FE型 直列4気筒 2.7リッターガソリンエンジンが追加[10]。最量販グレードを中心に拡大採用される。5ドアの3列目シートを着脱式に変更し、リアアンダーミラーを全車オプション設定にしている[12]。
- 1998年1月、一部改良。全車にUVカットウインドーガラスと3列目シートのヘッドレストを標準装備[11]。バニティミラーやプライバシーガラスなどを採用しインテリアにおいてさらに充実。ボディカラーに新色を追加。

5ドアには特別仕様車「TXリミテッド」も同時設定される。このグレードはTXをベースに、ルーフレール、リヤアンダーミラー、木目調パネル、アームレスト付リヤコンソールボックス、オプティトロンメーター、寒冷地仕様（含むリヤヒーター）などを装着したモデルとなっている。
TXとRXには3つのパッケージから選択して追加することが可能だった。パッケージIはフロントバンパープロテクターありでサンルーフ/ムーンルーフなし、パッケージIIはフロントバンパープロテクターなしでサンルーフ/ムーンルーフあり、パッケージIIIはフロントバンパープロテクターとサンルーフ/ムーンルーフありとなっている。ちなみに、フロントバンパープロテクター付は全長が85mm拡大され、サンルーフ/ムーンルーフ付は室内高が1,265mmから1,210mmに変化する。
- 1999年6月、マイナーチェンジ[9]。3.0リッター直4のディーゼルターボエンジンを改良してパワーアップ。

エクステリアではフロントグリルとフロントバンパーのデザインを変更、法改正に伴いバンパー内にフォグランプが装備される。横基調のデザインを強調して安定感をアピール。新たに3色のカラーリングが追加された。3ドア車は5ドア車と意匠を共通させた横基調ラジエターグリル+異型ヘッドランプに変更された。
インテリアではメーターパネルに高級感のあるオプティトロンメーターを採用。機能面では安全走行をサポートする4輪TRC（トラクションコントロール）、VSC（ビークルスタビリティコントロール）を導入した。
グレード体制は3ドアからRJ、5ドアからTJが削られた。
この時期に生産された5ドアモデルには、キャンピング仕様のメーカー完成特装車「アクティブバケーション」が設定されていた。この車両は8ナンバー登録車である。
- 2000年7月、一部改良に伴い、ディーゼルエンジンを3.0リッター DOHC 直噴 電子制御コモンレール式の1KD-FTV型へ変更[8]。車両盗難等を予防するイモビライザーも新採用。
- 2002年9月、生産終了。在庫対応分のみの販売となる。
- 2002年10月、3代目と入れ替わって販売終了。

### エンジン

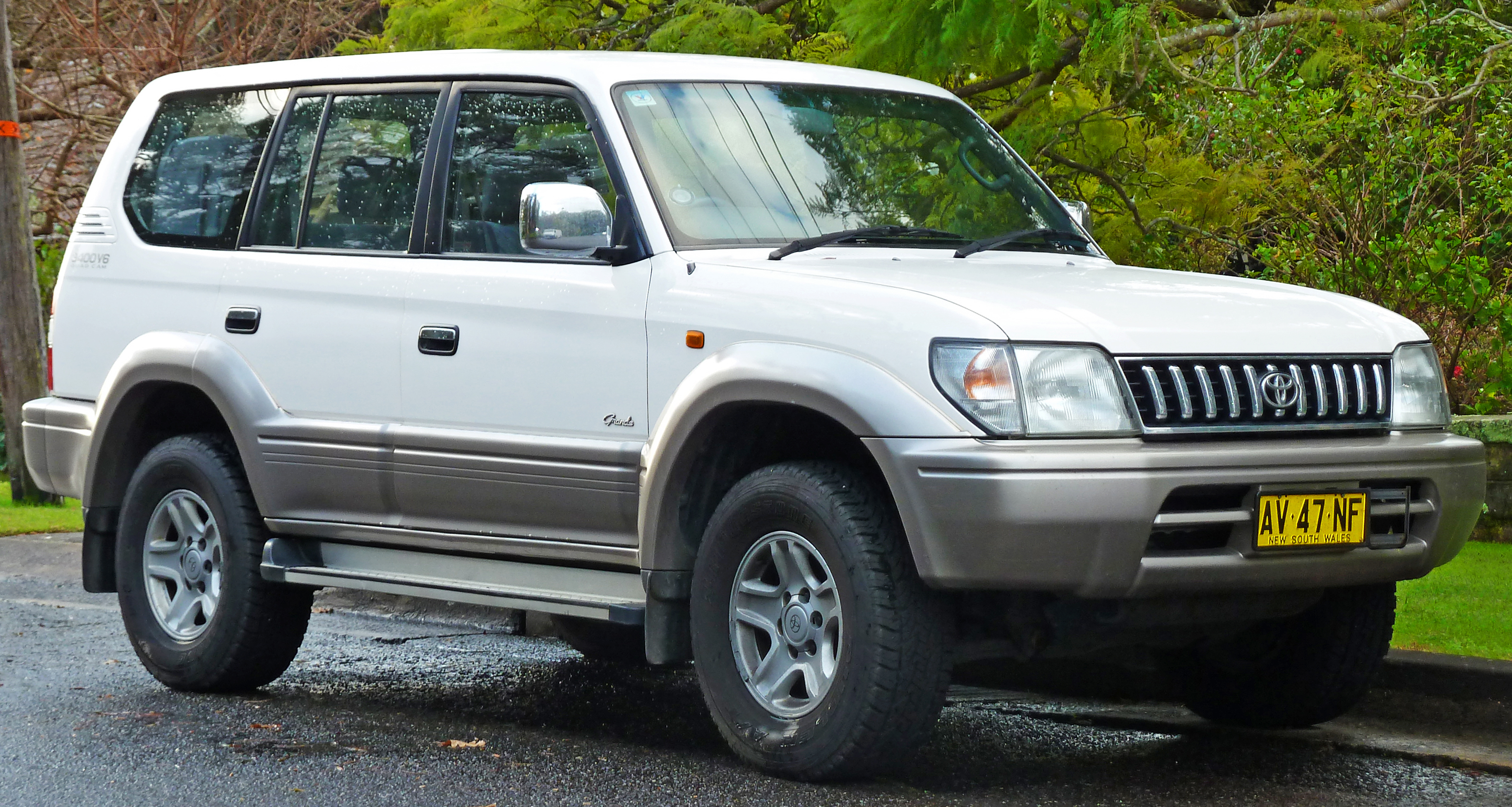
日本国外向け 前期型 5ドア （縦基調グリル、フロント）
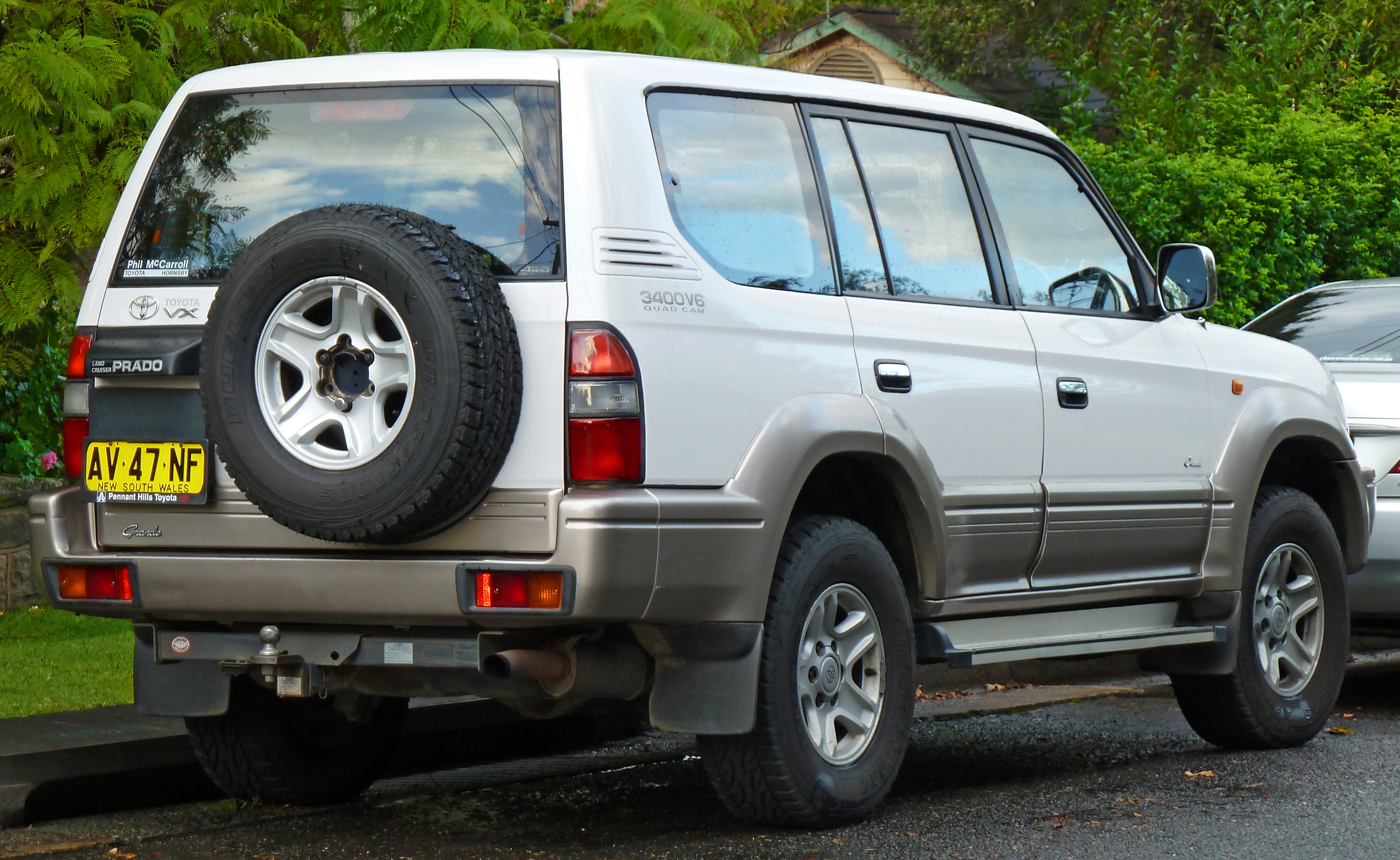
日本国外向け 前期型 5ドア （リア）
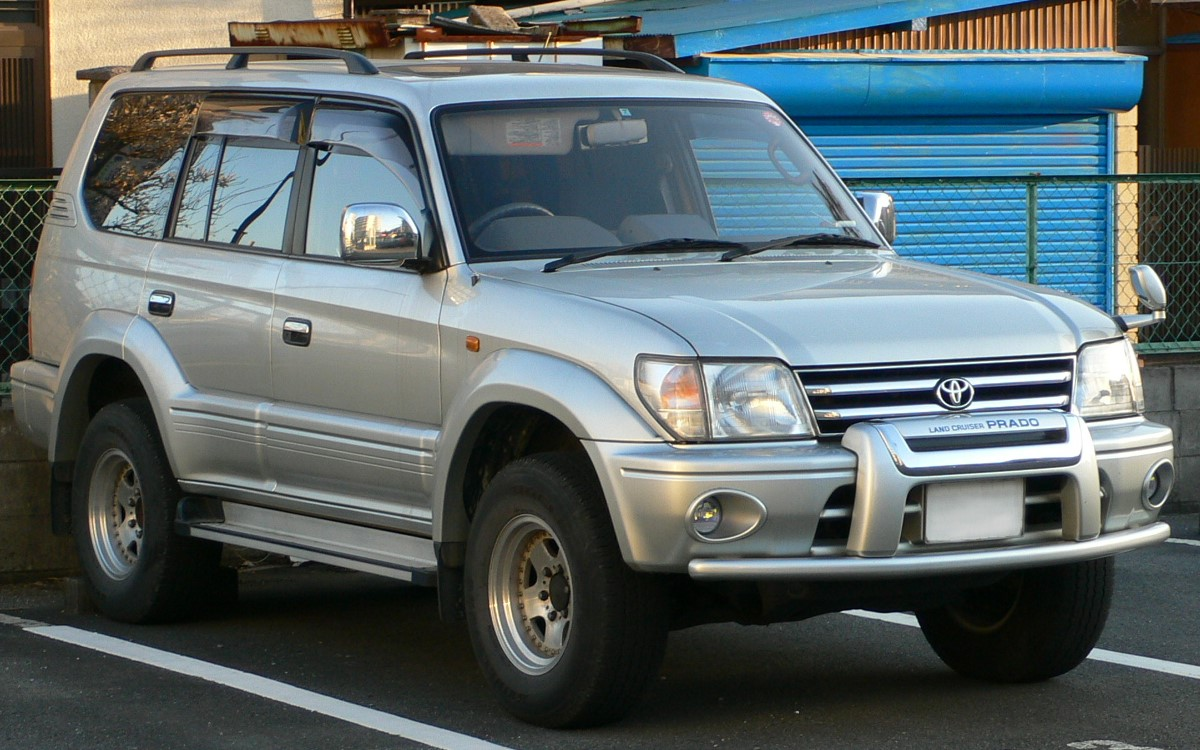
前期型5ドア（フロント）
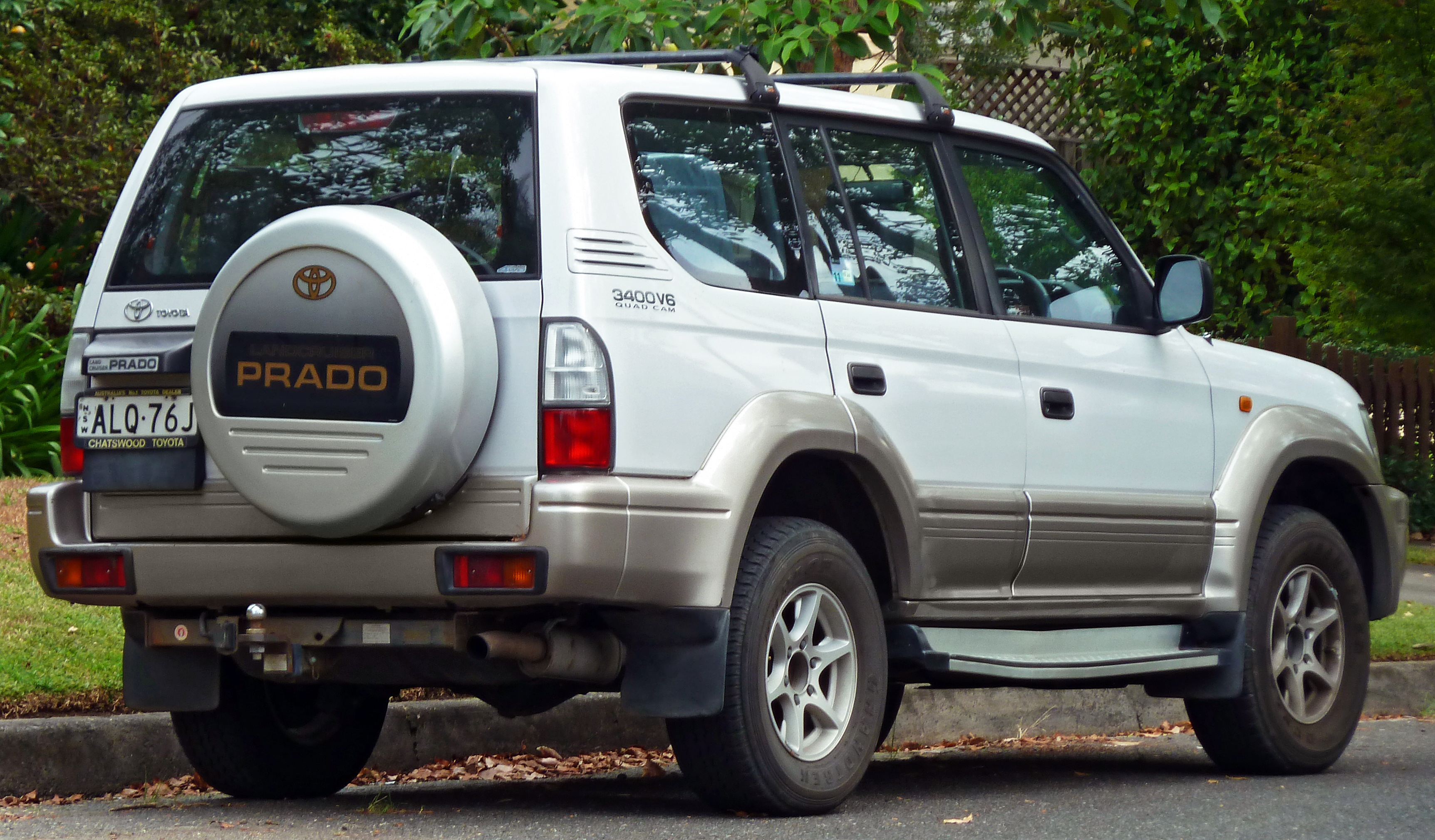
日本国外向け 後期型 5ドア（リア）
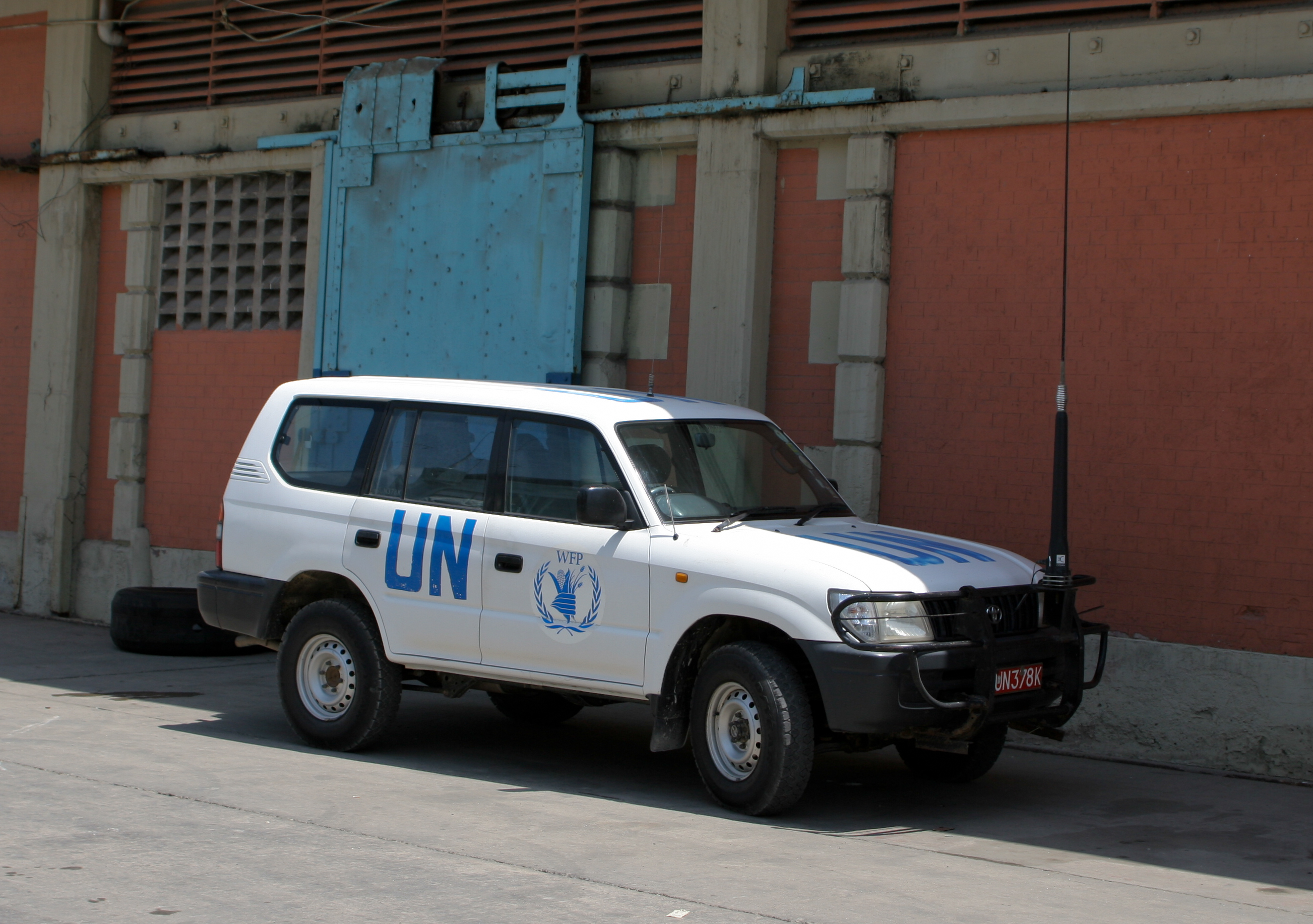
国際連合世界食糧計画の車両

| ガソリンエンジン   | ガソリンエンジン                                       | ガソリンエンジン | ガソリンエンジン            | ガソリンエンジン                          | ガソリンエンジン       |
| エンジン           | タイプ                                                 | 排気量           | 最高出力                    | 最大トルク                                | 備考                   |
| ------------------ | ------------------------------------------------------ | ---------------- | --------------------------- | ----------------------------------------- | ---------------------- |
| 3RZ-FE             | 水冷直列4気筒 DOHC                                     | 2,693 cc         | 150 PS (110 kW) / 4,800 rpm | 24.0 kg⋅m (235.4 N⋅m) / 4,000 rpm         | 1997年4月から追加      |
| 5VZ-FE             | 水冷V型6気筒 DOHC                                      | 3,378 cc         | 150 PS (110 kW) / 4,800 rpm | 24.0 kg⋅m (235.4 N⋅m) / 4,000 rpm         | 1996年5月 - 1999年5月  |
| 5VZ-FE             | 水冷V型6気筒 DOHC                                      | 3,378 cc         | 185 PS (136 kW) / 4,800 rpm | 30.0 kg⋅m (294.2 N⋅m) / 3,600 rpm         | 1999年6月 - 2002年10月 |
| ディーゼルエンジン |                                                        |                  |                             |                                           |                        |
| エンジン           | タイプ                                                 | 排気量           | 最高出力                    | 最大トルク                                | 備考                   |
| 1KZ-TE             | 水冷直列4気筒 SOHCICターボ                             | 2,982 cc         | 140 PS (103 kW) / 3,600 rpm | 34.0 kg⋅m (333.4 N⋅m) / 2,000 rpm         | 1996年5月 - 2000年6月  |
| 1KZ-TE             | 水冷直列4気筒 SOHCICターボ                             | 2,982 cc         | 145 PS (107 kW) / 3,600 rpm | 35.0 kg⋅m (343.2 N⋅m) / 2,000 rpm         | 1999年6月 - 2000年6月  |
| 1KD-FTV            | 水冷直列4気筒 DOHCICターボ 直噴電子制御 コモンレール式 | 2,982 cc         | 170 PS (125 kW) / 3,400 rpm | 35.9 kg⋅m (352.1 N⋅m) / 1,800 - 3,400 rpm | 2000年7月 - 2002年10月 |
| 3L                 | 水冷直列4気筒 SOHC                                     | 2,779 cc         | 91 PS (67 kW) / 4,000 rpm   | 19.2 kg⋅m (188.3 N⋅m) / 2,400 rpm         | 海外限定               |
| 5L                 | 水冷直列4気筒 SOHC                                     | 2,985 cc         | 91 PS (67 kW) / 4,000 rpm   | 19.5 kg⋅m (191.2 N⋅m) / 2,400 rpm         | 海外限定               |

搭載モデル
- 3RZ-FE - RX、TX
- 5VZ-FE - RZ、TZ、TX（1998年1月以降）
- 1KZ-TE、1KD-FT - RZ、RX、RS、RX、TZ、TX、TS、TJ

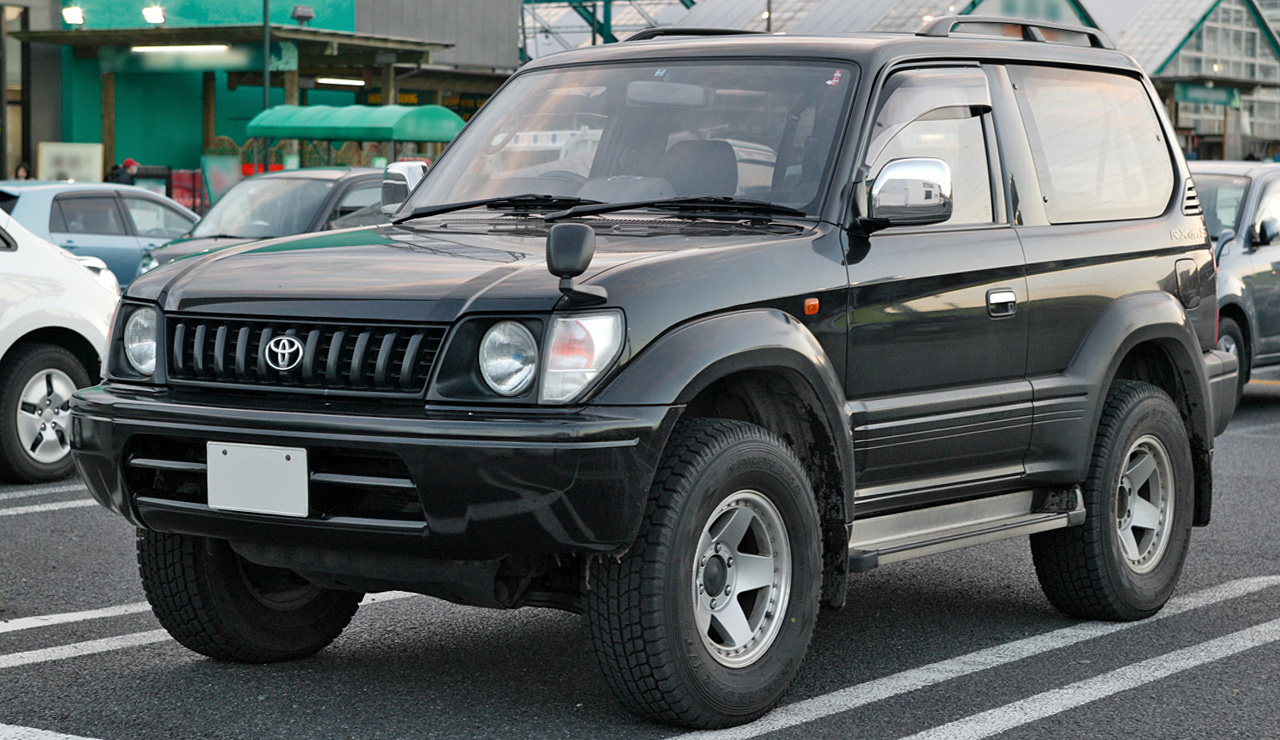
3ドア 2.7 RX タイプS
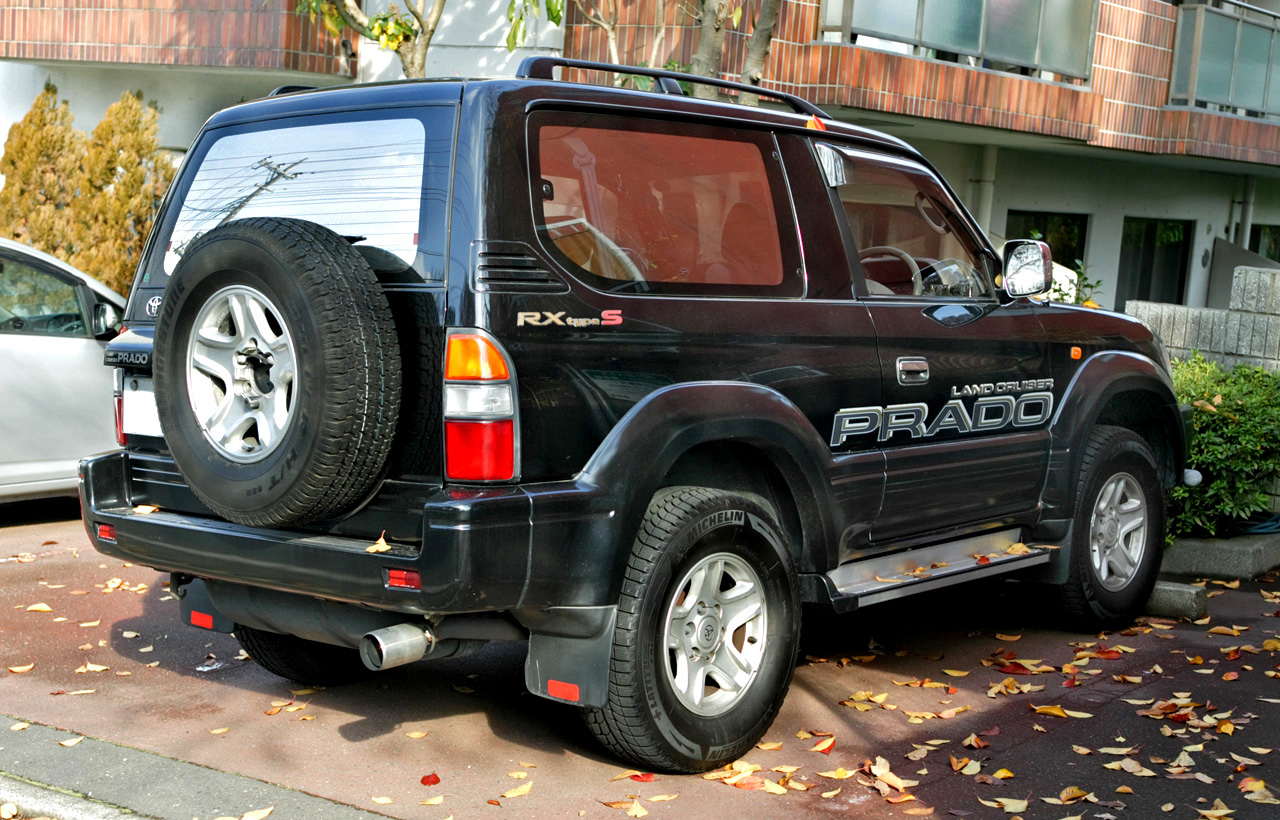
3ドア 2.7 RX タイプS（リア）

- 日本国外向け 前期型
5ドア
（縦基調グリル、フロント）
- 日本国外向け 前期型
5ドア
（リア）
- 前期型5ドア（フロント）
- 日本国外向け 後期型
5ドア（リア）
- 国際連合世界食糧計画の車両

## 3代目 J12*W型（2002年 - 2009年）
欧州をメインマーケットとするため、トヨタ モーター ヨーロッパ（TME）のデザイン拠点である、ED2（イーディースクウェア）のデザイン案が採用された。
欧州諸国の多くではサブネームが付かない「ランドクルーザー」の車名で販売され、併売となる100系は「ランドクルーザー100」、「ランドクルーザー・アマゾン」、200系は「ランドクルーザーV8」などのサブネーム付きの名称となる。
北米向け（アメリカ、カナダ）には、120系の4ドアモデルにV型8気筒 4.7 Lの2UZ-FEエンジンを搭載したモデルが、レクサス GX470として導入されている。
- 2002年（平成14年）10月、登場。ホイールベースはショートとロングの二種、それぞれが3ドアと5ドアのボディーを纏う。日本国内の月間目標台数は2,500台。国内のラインナップからMT車が廃止される（海外向けには5MT/6MTの設定がある）。

ガソリンエンジンは、日本国内向けが引き続きV型6気筒3.4 Lの5VZ-FE型と直列4気筒2.7 Lの2TR-FE型の2種、海外向けには2.7 Lの3RZ-FEも引き継がれるが、日本国外向けの一部（欧州、豪州、中国など）には同時発表となった新世代V型6気筒のトップを切る形で4.0 Lの1GR-FE型が当初から設定された。
ディーゼルエンジンは4気筒3.0 Lのコモンレール式直噴ターボの1KD-FTV型の他、海外向けに従来からの1KZ-TE型（3.0 L）と5L-E型（3.0 L）も設定される。国内のディーゼル車は「自動車NOx・PM法」に適合していないため、規制地域内ではそのままだと登録できない。
駆動方式は、全車2速のトランスファーと、ボッシュ（旧ゼクセル、現ジェイテクト）のトルセンギアを用いた、センターデフ式フルタイム4WDを採用し、全車にセンターデフロック、オプションでリアデフロックが設定される。
高級SUVの盗難が相次ぐ中、プラドにもイモビライザーが採用された。
- 2004年（平成16年）8月 - 一部改良。2.7 Lガソリンエンジンを3RZ-FEから、新開発の2TR-FEに変更。
- 2005年（平成17年）7月 - 一部改良。ディーゼルエンジン車TZの廃止、V6ガソリンエンジンを3.4 Lの5VZ-FEから4.0 Lの1GR-FEへ変更。5速ATが同時に設定された。
- 2006年（平成18年）8月 - ナビゲーションシステムの変更。
- 2007年（平成19年）7月 - 日本国内でのディーゼルエンジン車を廃止、シートベルトリマインダーが装着された。

その当時、厳しい排出ガス規制により、各社がディーゼル乗用車の販売から撤退する中、当時新車で購入でき、かつ、規制地域を除き乗用登録できた最後の国産ディーゼル車であった。
- 2008年（平成20年）8月 - 一部改良。フロントバンパープロテクターのオプション設定を廃止、バックドア付きスペアタイヤ　ホイールカバーを新設定する。
- 2009年（平成21年）8月[13] - 生産終了。在庫対応分のみの販売となる。
- 2009年（平成21年）9月 - 4代目と入れ替わる形で販売終了。

海外向けには、プラドに限らず全クラスのランクルで伝統的にSTD（スタンダード）をはじめとするロワーグレードの設定が多く、120系では、国内モデルには存在しない旧世代の1KZ-TE（3.0 Lディーゼル、96 kW/135 ps）および、5L-E（3.0 Lディーゼル、70 kW/95 ps）エンジン搭載車、エアバッグ表記のレス仕様（主に中東地区向。エアバッグ機能あり）、ABSなし（LSPVは装備）、サイドステップなし、オーバーフェンダーなしのナローボディー、ビニール内装、フロントベンチシート、荷室向かい合わせシート（ショート7人 / ロング10人乗り）などのバリエーションがある。

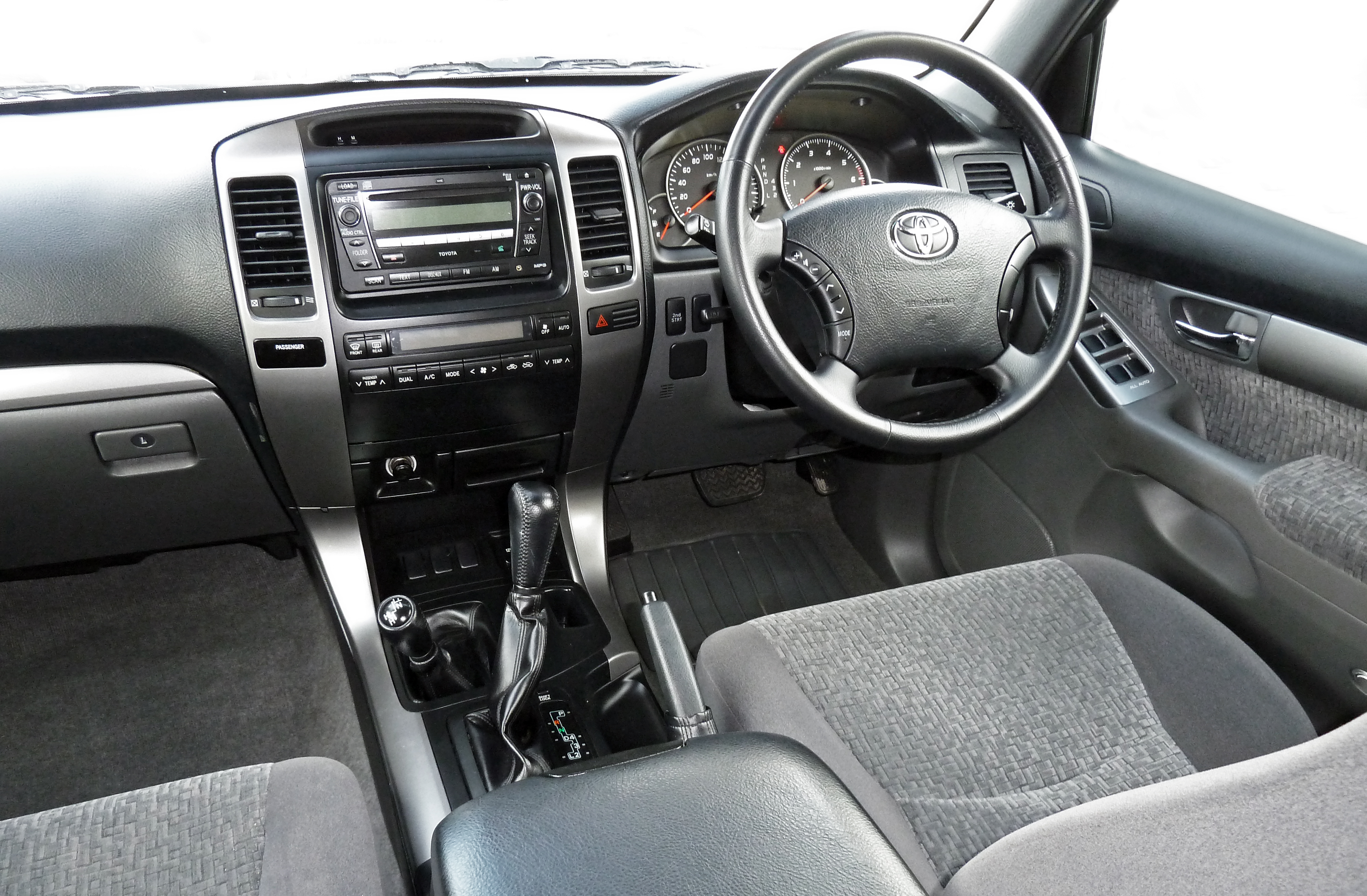
日本国外向け4ドアロング インテリア
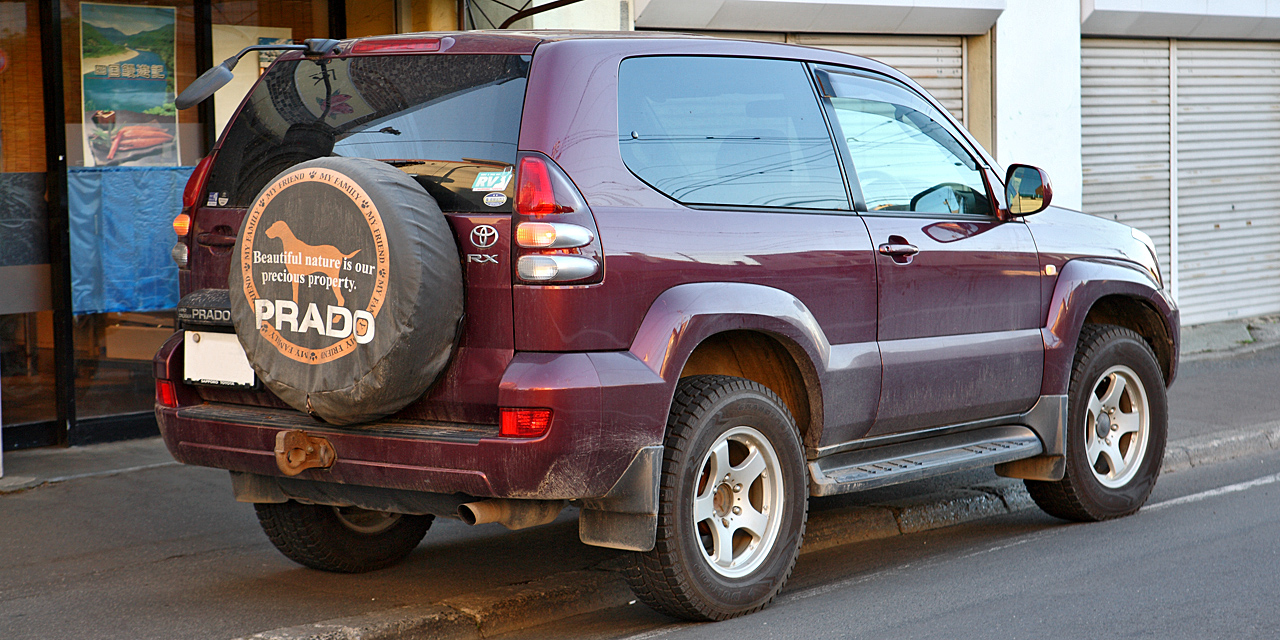
3ドアショートRX（リア）
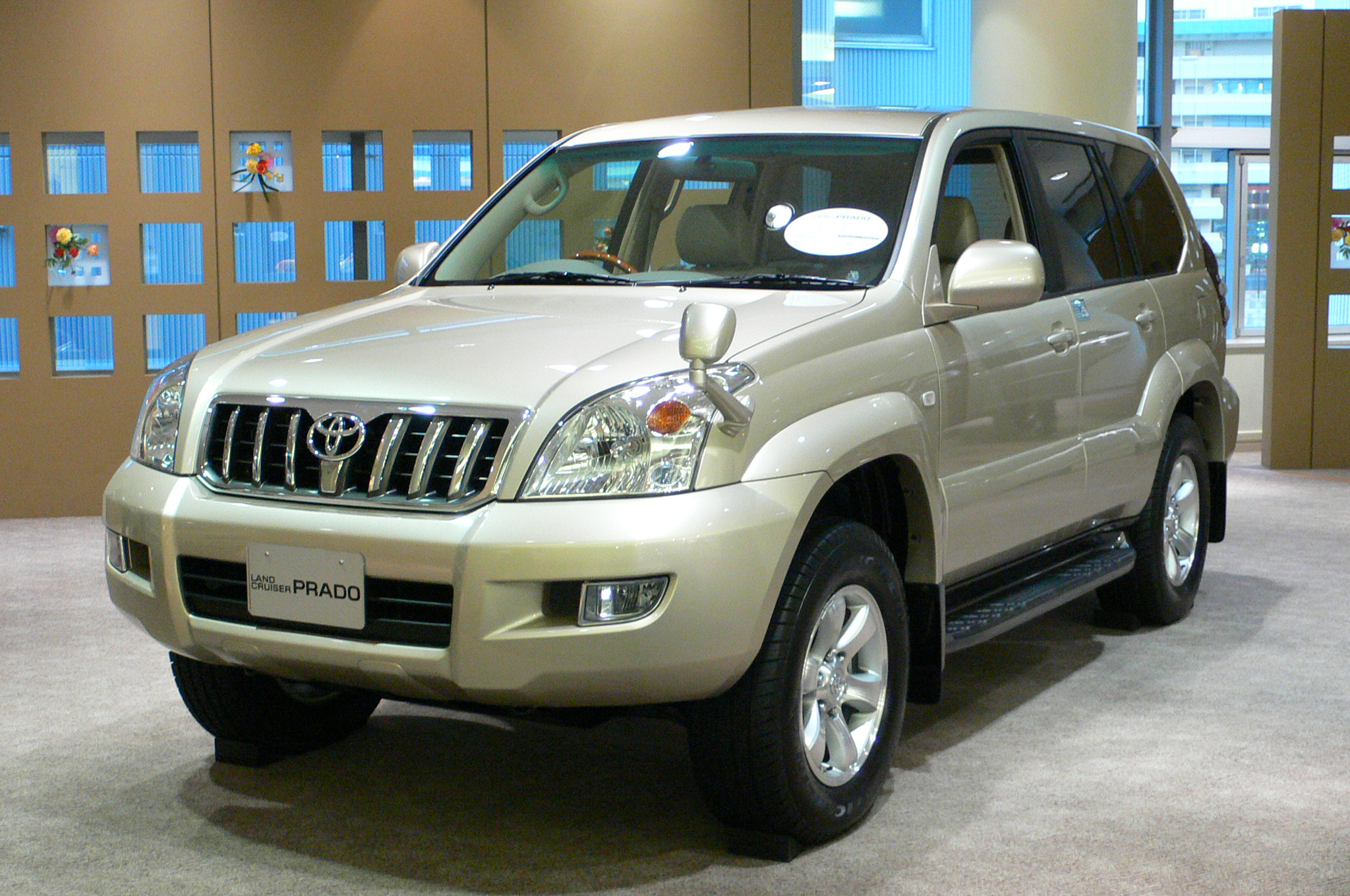
4ドアロングTZ 背面スペアタイヤ無し

## 4代目 J15*W型（2009年 - 2024年）
2009年9月におよそ7年ぶりにモデルチェンジを果たし、4代目となった。この代から日本国内向けは3ドアショート車が廃止され（欧州中心に海外向けは継続）、同年8月に廃止されたハイラックスサーフの受け皿をも兼ねることとなる。プラットフォームやエンジンは先代を踏襲しつつ発展させ（キャリーオーバー）、「いつでもどこへでも行ける安心感と快適性」を備えたクルマとなったとメーカーは発表している。
新たに、直前側方死角もカバーするマルチテレインモニターやワイドビューフロント&サイドモニターを装備したことで、先代以来装備されていた助手席側フロントフェンダーのサイドアンダーミラーを無くした最上位グレードを用意したが、これは最上位グレード一種に限られ、残りの全グレードは依然としてサイドアンダーミラーを保安基準上の死角補助のために必要とする。
内装ではセカンドシートに足元スペースを広めるスライド機構と、3列目への乗降性を高めるウォークイン機構を助手席側に備えたほか、サードシートはスイッチ一つで格納・復帰できる電動フロア格納機構を採用するとともに足元を50 mm低床化して着座姿勢を改善した。
直4 2.7 L車は「平成22年度燃費基準+10%」を、V6 4.0 Lは「平成22年度燃費基準+5%」をそれぞれ達成し、燃費性能を向上したほか、VSC・TRC、7個のSRSエアバッグ、運転席・助手席のアクティブヘッドレスト、ミリ波レーダー方式のプリクラッシュセーフティシステムを新たに設定し、安全性能も向上した。また4.0 Lの1GR-FE型は今回のモデルではレギュラーガソリン仕様となり、出力は276 ps（203 kW）/5,600 rpm、38.8 kg・m（380 N・m）/4,400 rpm、10/15モード燃費も8.2 km/Lと、それぞれ先代モデルのハイオク仕様を上回った。
プラットフォームを共有していた日本仕様のハイラックスサーフの生産終了に伴い、国内仕様のみ生産拠点が田原工場から（ハイラックスサーフの廃止で生産設備の空いた）日野自動車の羽村工場に移転した。

### 年表
2009年9月14日
フルモデルチェンジ。
2012年10月
燃料消費率がJC08モード測定に対応した。
2013年9月10日
マイナーチェンジ。
大型フロントグリルを採用するとともに、フロントバンパー・リアコンビネーションランプ・リアガーニッシュ・ヘッドランプのデザインを変更し、「TZ」・「TZ-G」にはロービームおよびクリアランスランプにLEDを採用した（「TX」・「TX"Lパッケージ"」にもオプションで設定可能）。
内装ではファブリックシートの表皮材質と内装色（トリムコード）が変更されたほか、フロントドアに撥水機能付スーパーUVカットガラスを採用。大型カラーTFT液晶のマルチインフォメーションディスプレイも装備し、（車体）傾斜角モニターやトラクションアシストデバイス、デフロックの作動状況などを標示し、オフロード走行時に運転者を支援する。
走行性能では、サスペンションのチューニング変更が施されたことでオンロードでの走行安定性や乗り心地を高め、走行環境に応じてトラクションやブレーキ制御を切り替えるマルチテレインセレクトの走行モードが4つから5つに増え、オフロードでの走破性も高めた。
その他、ボディカラーは新色4色を含む10色を設定し、「TX"Lパッケージ"」には5人乗り（サードシートレス）仕様が追加された。
2014年8月25日
特別仕様車「TX“Argento Cross”」を発売。
「TX」をベースに、シート表皮やルーフレールをシルバー×ブラックの配色に変更し、ホイールに専用ダークグレーメタリック塗装を施し、インパネに幾何学調の加飾を施してスタイリッシュなデザインとしたほか、特別感を演出するため、スマートキーのデザインを変更し、キーボックスや車検証入れを本革仕様とした。
2015年6月17日
一部改良。
従来設定されていたV6 4.0 L車が日本国内向けで廃止される一方、2007年7月の廃止以来約7年11ヶ月ぶりに国内向けディーゼル車が復活した。これに伴い、4.0 L車専用グレードの「TZ-G」はディーゼル車専用グレードに移行し、同じく4.0 L車専用グレードの「TZ」は廃止された。また、直4 2.7 Lガソリン車もATを6速に多段化し、エンジンの改良も合わせて燃費を向上した。
LEDヘッドランプを「TX」を除くディーゼル車全車に標準装備したほか、ボディカラーでは「ダークブルーマイカ」を廃止し「レッドマイカメタリック」を追加した。
ディーゼル車は日本国内では初採用となる1GD-FTV型 直4 2.8 Lエンジンを搭載。次世代高断熱ディーゼル燃焼や、コンパクトかつ高効率なターボチャージャーの併用により、1,600 rpmの低回転から450 N·m（45.9 kg·m）の高トルクを発揮するとともに、JC08モード燃費で11.8 km/Lと低燃費・低排出ガス性能も両立した。加えてトヨタでは初となる尿素SCRシステムを採用、窒素酸化物（NOx）を大幅に低減し、欧州のEURO 6、および日本の平成22年排出ガス規制に対応した。
2016年8月29日
トヨタ店創立70周年記念特別仕様車「TX"Lパッケージ・G-FRONTIER"」を発売。
ガソリン車「TX」およびディーゼル車「TX"Lパッケージ"」をベースに、265/60R18タイヤ+18インチアルミホイール（スーパークロームメタリック塗装）、シルバーとブラックの専用ツートーンルーフレールを装備したほか、ロシアや中近東向け仕様に採用されている本革シート表皮（ステッチ付・レッドウッド）も特別装備し、ガソリン車「TX」には「Lパッケージ」の装備も特別装備した。ボディカラーは特別設定色の「ヴィンテージブラウンパールクリスタルシャイン」を含む6色を設定した。同時にボディカラーから「ダークグリーンマイカ」を廃止した。
2017年9月12日
マイナーチェンジ。
外観はフロントにおいてフード中央部の形状が変更されたほか、ヘッドランプは全車LED化。切削光輝+ダークグレーメタリック塗装の19インチアルミホイールが新たに設定され、「TZ-G」に標準装備、「TX"Lパッケージ"」にオプション設定した。リアにおいてはコンビネーションランプの形状とガーニッシュの意匠が変更された。内装はレジスターリング（エアコン吹き出し口）上部を下げ、ナビゲーションをタブレット型の薄い形状に変更。センタークラスターやメーターパネルに金属調加飾が施され、ステアリングホイールは設計の変更と専用加飾の追加を行った。装備面では、衝突回避支援パッケージ「Toyota Safety Sense P」やドライブスタートコントロールを全車に標準装備するとともに、ブラインドスポットモニターを「TZ-G」と「TX"Lパッケージ"」にオプション設定された。さらに「TZ-G」はランドクルーザーシリーズで初採用となるジェイテクト製のトルセンLSDやドライブモードセレクトが標準装備された。ボディカラーにおいては既に他のトヨタ車にも設定されている「ブラッキッシュアゲハガラスフレーク（メーカーオプション）」や「アバンギャルドブロンズメタリック」の2色を追加。ディーゼル車のグレード体系が拡大され、「TX」に7人乗り仕様、「TX"Lパッケージ"」に5人乗り仕様がそれぞれ追加された。
後期型は、チェンジレバーは「P,R,N,D,S±」で、P～Dレンジに加え、S±の2ポジション式スポーツモード機能を備えている。スポーツモード（S±）は、変速操作の一つで、変速操作が手動式で、マニュアルモードの変速操作で、エンジンブレーキの代わり、オーバードライブスイッチの代わりになるものである。-はシフトダウン、+はシフトアップ。Dレンジから右側に倒すと、スポーツゲート（S±）に入り、スポーツモードで、+側に倒せば1段アップシフト、スポーツモード表示灯では1速にシフトアップ「1→2→3→4→5→6」、-側に倒せば1段ダウンシフト、スポーツモード表示灯では1速にシフトダウン「6→5→4→3→2→1」となり、エンジンブレーキ力の変速段数が6段階ある。シフトレンジの数字は、小さいほどエンジンブレーキ力は大きくなる。
2018年6月
衝突回避支援パッケージの名称を「Toyota Safety Sense P」から、「Toyota Safety Sense」に変更（公式発表なし）。
2020年5月1日（補足）
東京都を除く全ての地域での全車種併売化に伴い、大阪トヨペットを除くトヨペット店、トヨタ西東京カローラを除くカローラ店、ネッツトヨタ東都・ネッツトヨタ多摩を除くネッツ店および大阪トヨタでの販売を開始。特に、大阪トヨタでは名称変更による大阪トヨペットへの取扱移行以来、約13年9か月ぶりに取扱が再開されたほか、ネッツ店のうち旧トヨタビスタ店であった店舗でも約16年1か月ぶりに取扱が再開された。
2020年8月3日
一部改良並びに特別仕様車「TX"Lパッケージ・Black Edition"」を発売。
ディーゼル車においてターボチャージャーがサイズアップされたことで最高出力が204PSに向上された。
「Toyota Safety Sense」が機能向上され、プリクラッシュセーフティの検知範囲が拡大され、夜間の歩行者と昼間の自転車運転者にも対応したほか、ヨーアシスト機能付のレーンディパーチャーアラートやロードサインアシスト（RSA）、先行車発進告知機能が新たに全車に標準装備された。併せて、「TZ-G」と「TX"Lパッケージ"」には、駐車場から後退する際、左右後方から接近する車両を検知し、ドアミラー内のインジケーターの点滅とブザーにより注意喚起するリアクロストラフィックアラートのオプション設定（ブラインドスポットモニターとのセット）が追加された。
「TZ-G」にはパドルシフトが新たに装備されたほか、全車に9インチのディスプレイオーディオ（DA）のオプション設定が追加された。
なお、今回の一部改良で燃料消費率及び排出ガスがWLTCモード測定に対応したが、ガソリン車・ディーゼル車共に平成30年排出ガス規制適合となり、ガソリン車はリアウィンドウ右下に装着されていた「低排出ガス車」のステッカーが装着されなくなった。
特別仕様車は、「TX」をベースに、「Lパッケージ」相当の装備に加え、内装ではオーナメントパネルをシルバー塗装、センタークラスターパネルなどにブラック塗装を採用。外観ではグリルやヘッドランプまわり、バックドアガーニッシュに漆黒メッキ加飾が施され、アウターミラーやルーフレールなどにブラック塗装を採用。専用ブラック塗装の18インチアルミホイールや大型のフォグランプベゼルが装備された。
2021年6月1日
一部改良、並びに特別仕様車「TX"Lパッケージ・70th ANNIVERSARY LIMITED"」を発売。
インテリジェントクリアランスソナー[パーキングサポートブレーキ（静止物）]が新たに標準装備され、19インチアルミホイールが意匠変更された。
特別仕様車は、ランドクルーザーの誕生70周年を記念して設定されたもので、「TX」をベースに、「Lパッケージ」相当の装備に加え、ラジエーターグリル・ヘッドランプガーニッシュ・18インチにサイズアップされたアルミホイールにブラック塗装が施され、本革シート表皮や本革センタークラスターサイドニーパッドには専用色のサドルタンを採用。「70th ANNIVERSARY」ロゴの専用サイドエンブレムやロゴ入り専用フロアマットを販売店装着オプションに設定された。
2022年8月1日
特別仕様車「TX"Lパッケージ・Matt Black Edition"」が発売された。
「TX」をベースに、「Lパッケージ」相当の装備品に加え、フロントのラジエーターグリルとグリルインナーバー、ヘッドランプガーニッシュ、専用フォグランプベゼル、アルミホイール（ベースグレードの17インチからタイヤと共に18インチにサイズアップ）、バックドアガーニッシュ、サイドターンランプ付電動格納式リモコンドアミラーをマットブラック塗装で統一し、LEDヘッドランプ（オートレベリング機構付）にブラックエクステンション、ルーフレールにブラックをそれぞれ採用した。
2024年4月18日
販売終了。公式サイト閉鎖。「ランドクルーザー250」が後継車種となる。

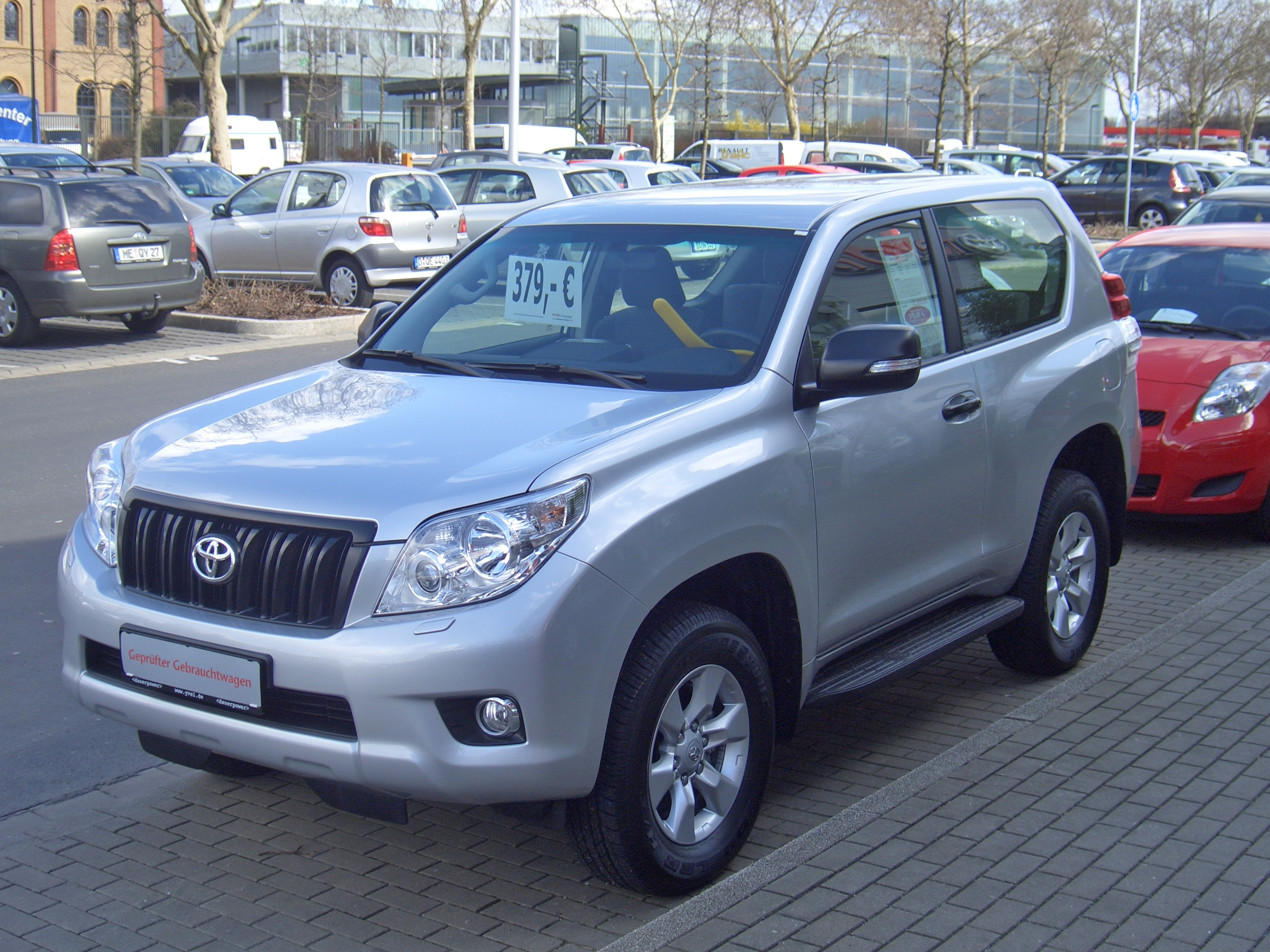
日本国外向け 2009年9月発売型 3ドアショート
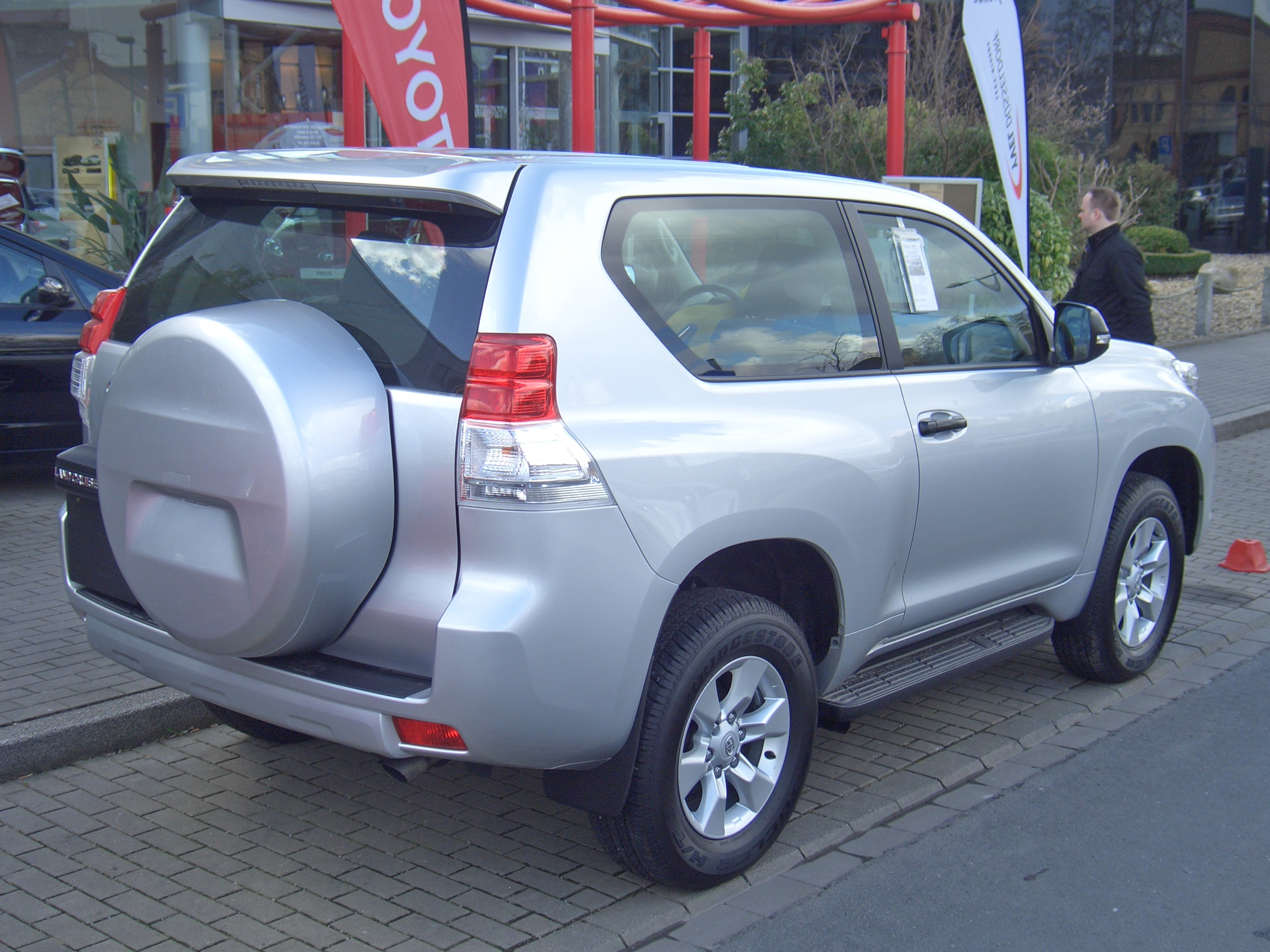
日本国外向け 2009年9月発売型 3ドアショート（リア）
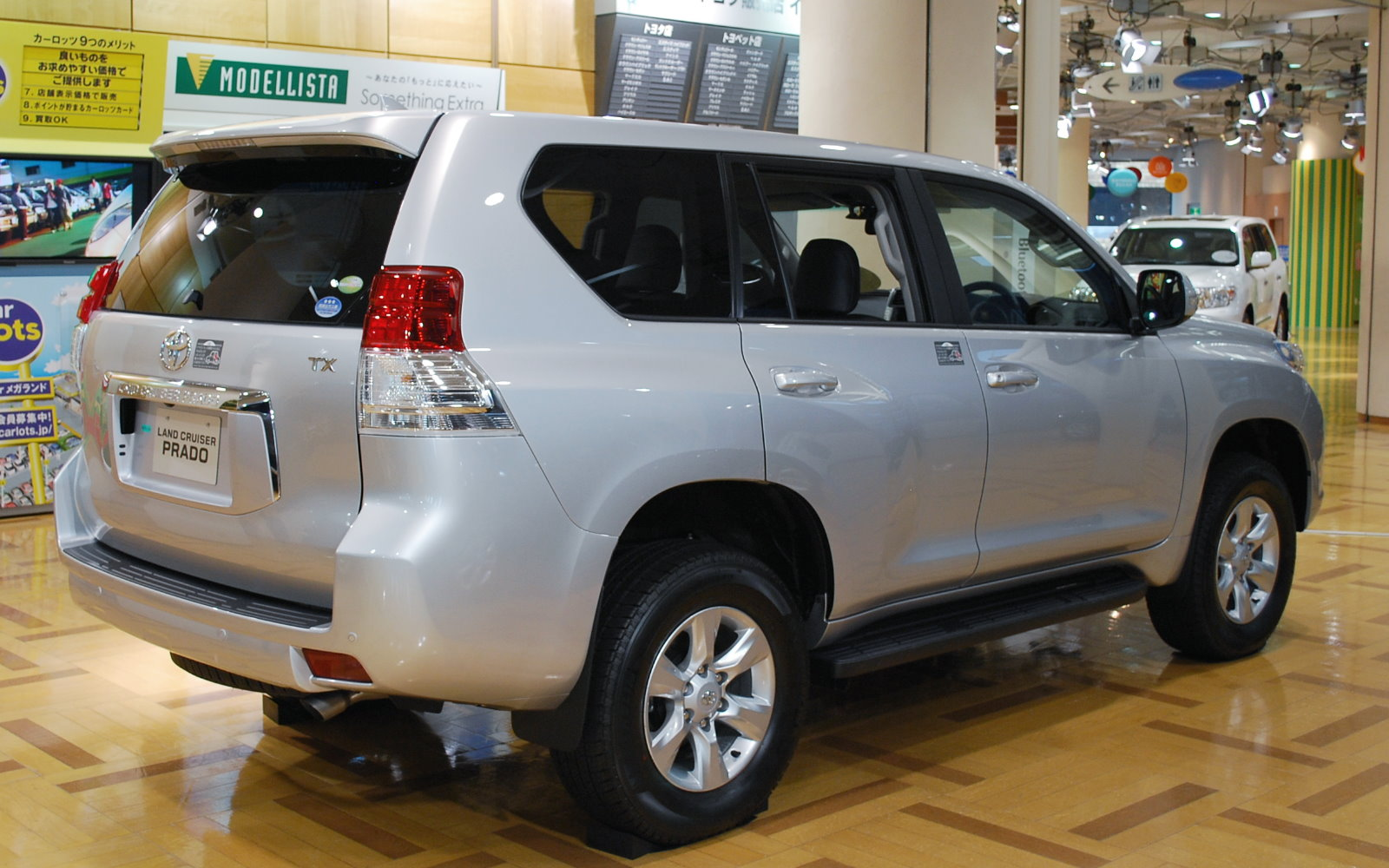
2009年9月発売型 リア
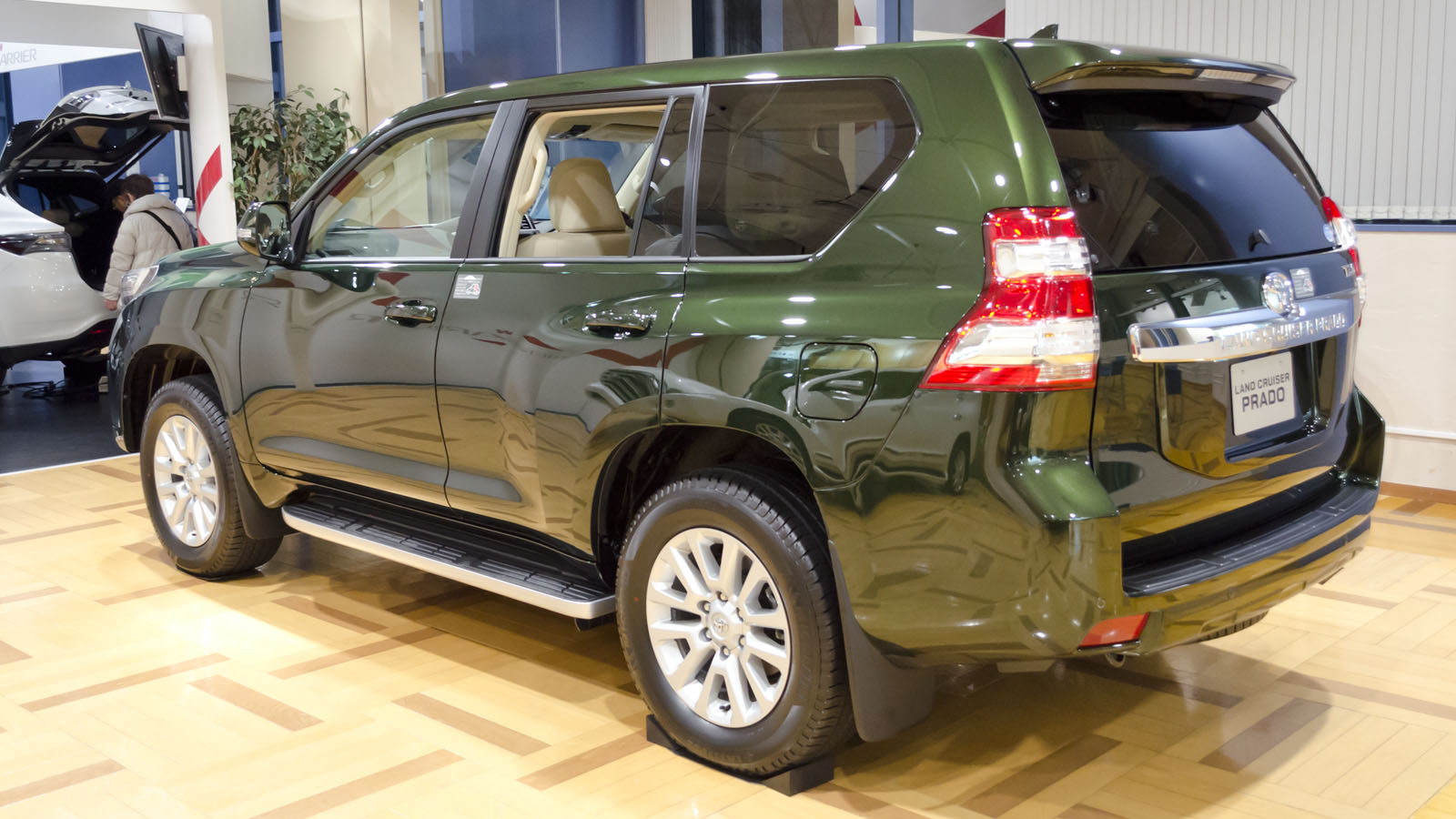
2013年9月改良型 リア
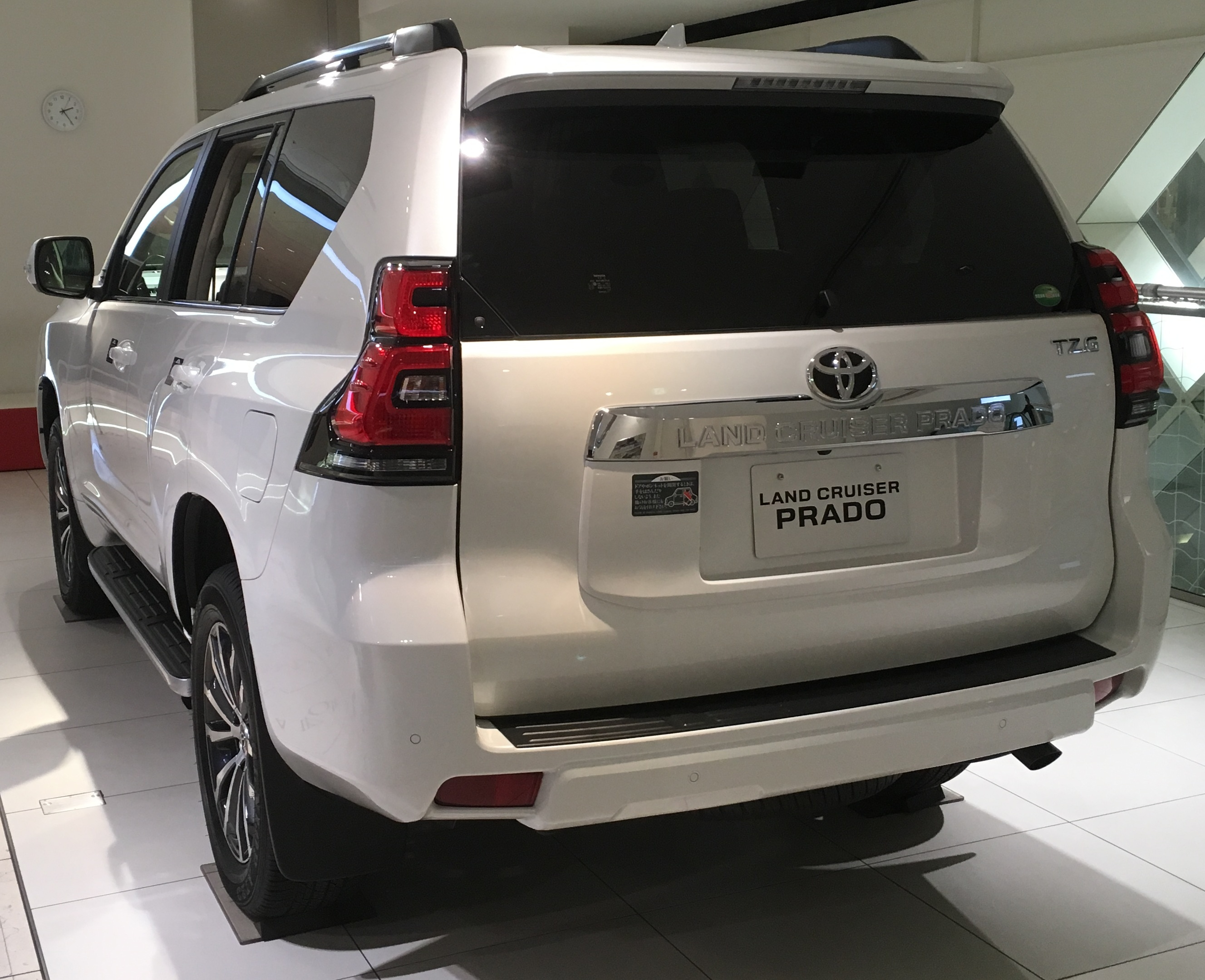
2017年9月改良型 リア
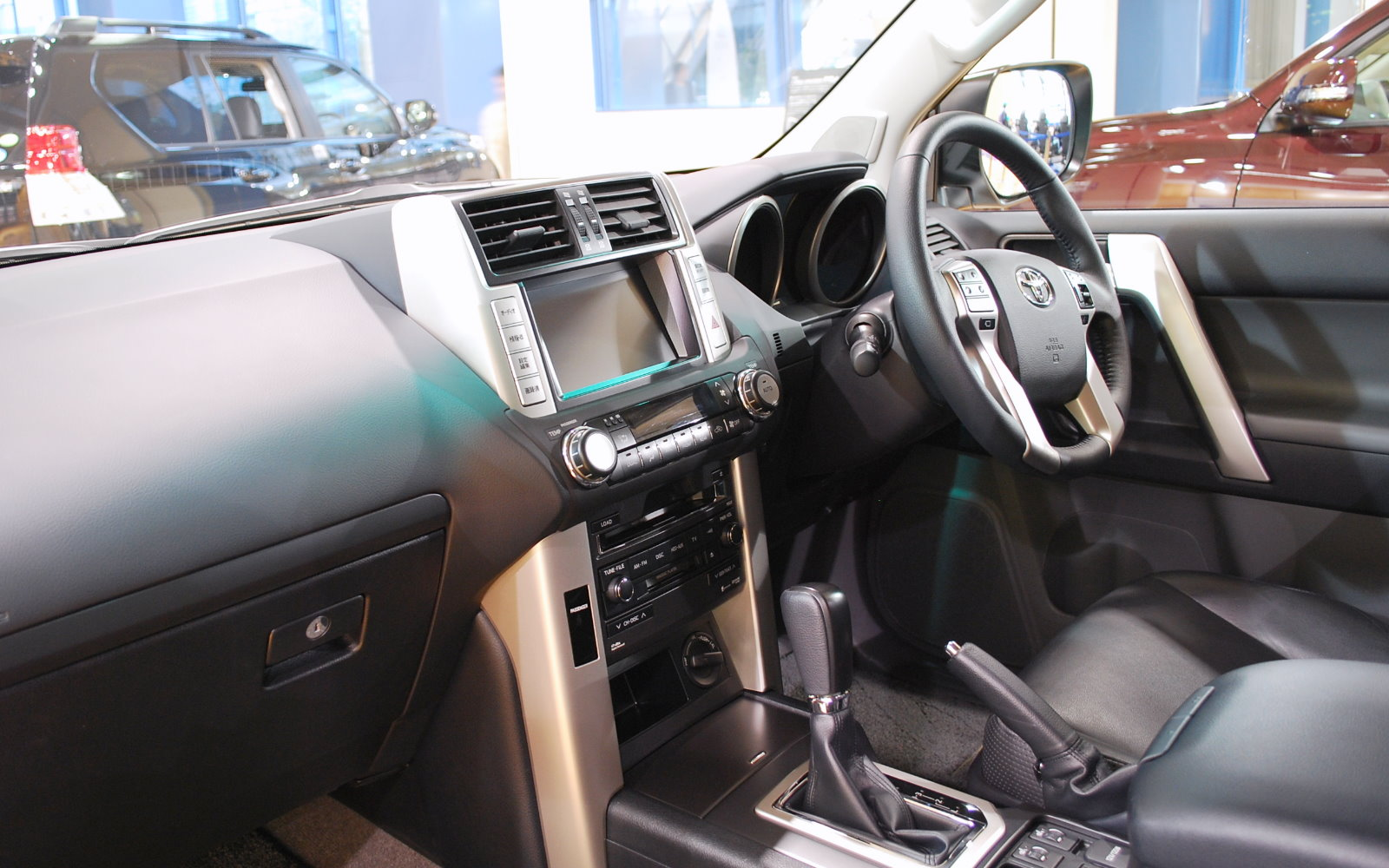
2009年9月発売型 インテリア
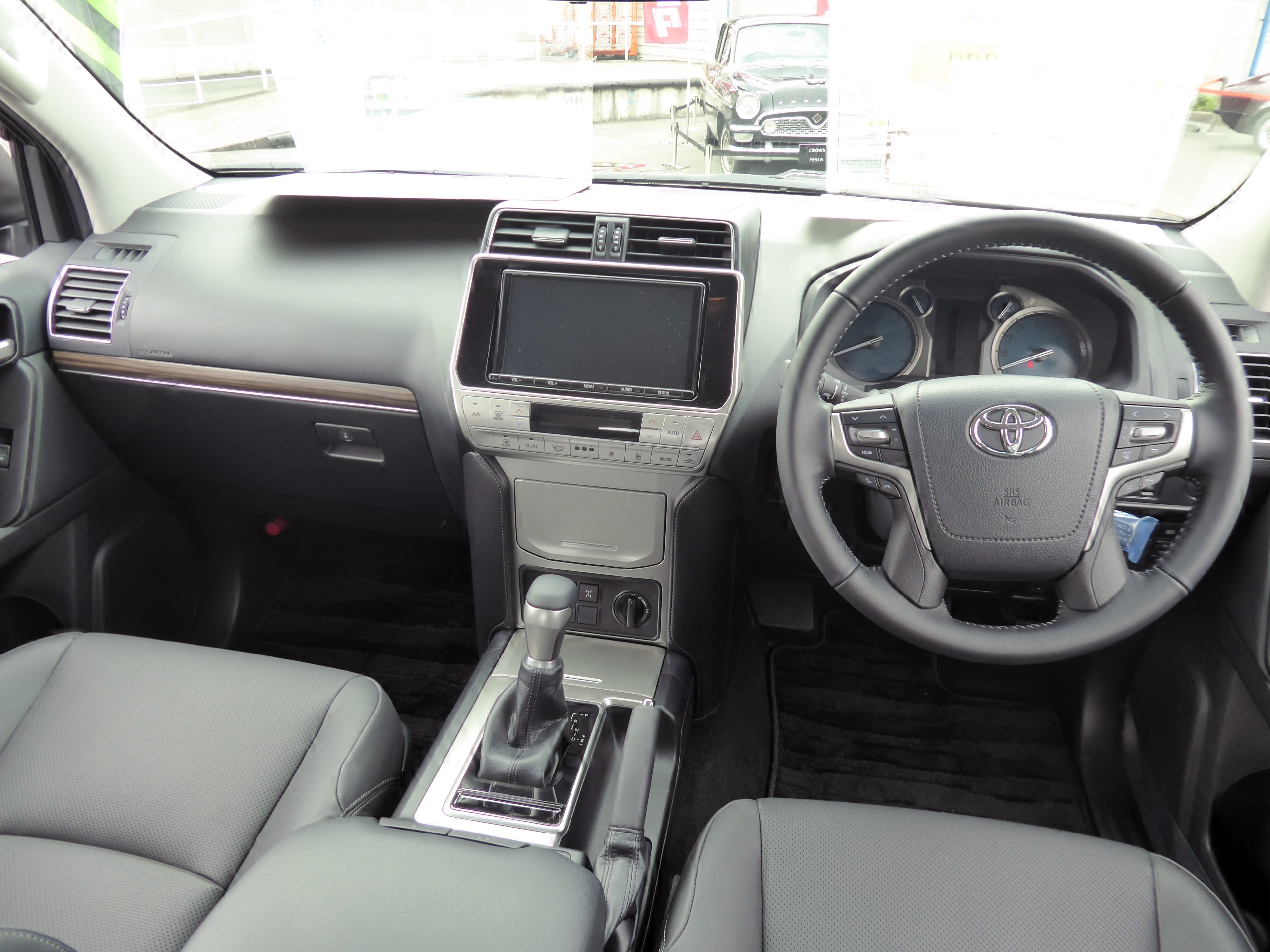
2017年9月改良型 インテリア

## 2020年4月30日までの取扱店
トヨタ店にて販売。なお、ブリザードの後継車種として、2004年4月までビスタ店でも取り扱われていたが、ネッツ店との併合に伴い販売を中止していた。
- 大阪府は、旧・大阪トヨタで販売していたが、名称変更により大阪トヨペットでの取扱に移行された。
- 東京都は、以前は東京トヨタで取り扱っていたが、2019年4月1日に販売チャネル制度を廃止したのに伴い、東京都内の全販売店（トヨタモビリティ東京、カローラ店系列のトヨタ西東京カローラ、ネッツ店系列のネッツトヨタ東都とネッツトヨタ多摩）で取り扱う。